# 1599 en musique classique
| \| • Retour à la chronologie générale de la musique classique • \| |
| Grèce • Rome • Haut Moyen Âge • VIIIe siècle • IXe siècle • Xe siècle • XIe siècle XIIe siècle • XIIIe siècle • XIVe siècle • XVe siècle • XVIe siècle • XVIIe siècle XVIIIe siècle • XIXe siècle • XXe siècle • XXIe siècle |
| • Retour à la chronologie générale de la musique classique • |

| Années en musique classique : 1596 - 1597 - 1598 - 1599 - 1600 - 1601 - 1602    |
| Décennies en musique classique : 1560 - 1570 - 1580 - 1590 - 1600 - 1610 - 1620 |

## Événements
- Publication à Nuremberg des Catechesis musicis inclusa, und schöne und auserlesene Lateinische und Deudsche Geistliche Gesenge de Matthæus Le Maistre.

## Naissances

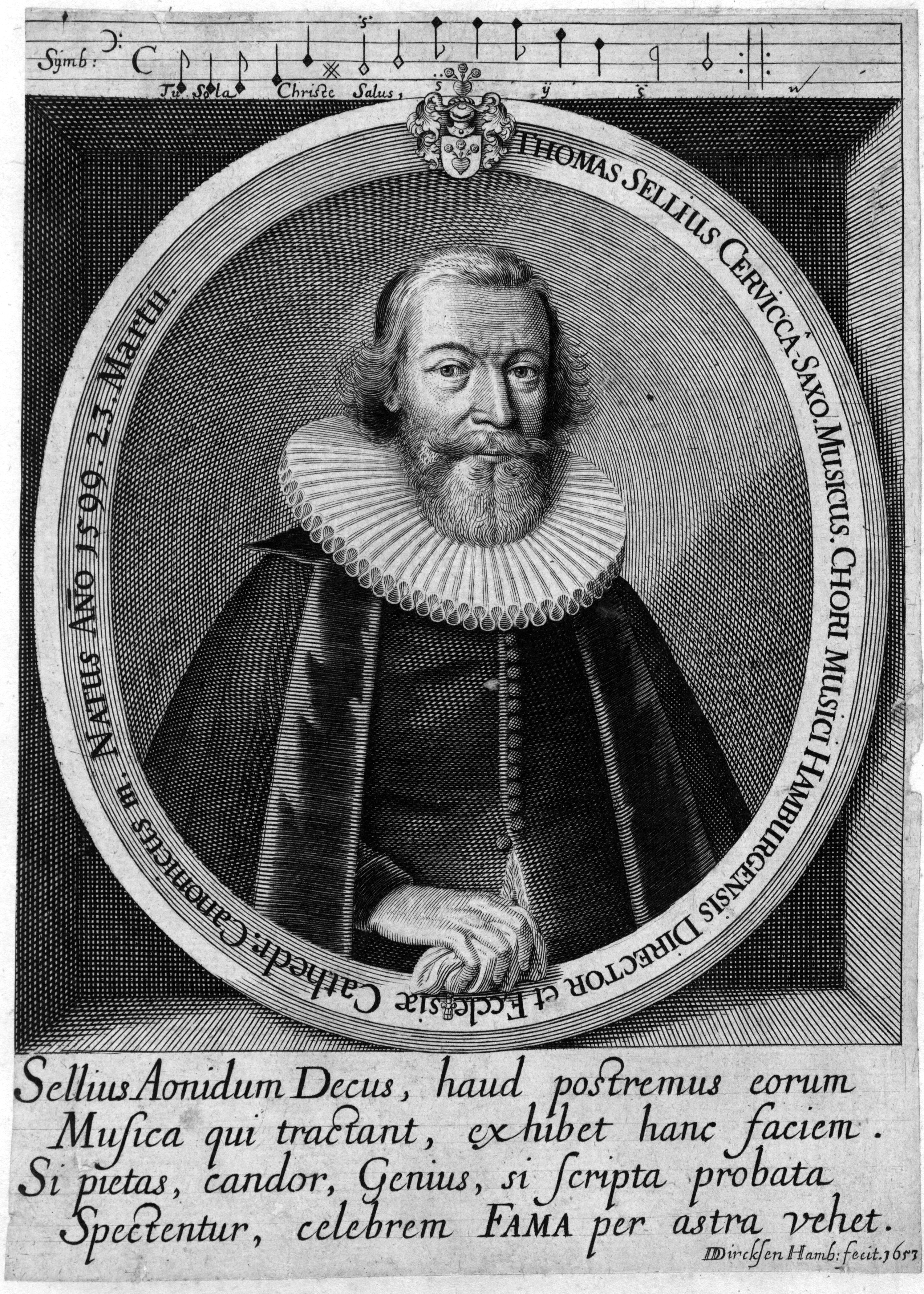
Thomas Selle.

- 23 mars : Thomas Selle, compositeur allemand († 2 juillet 1663).
- 10 octobre : Étienne Moulinié, compositeur français († 1676).

## Décès

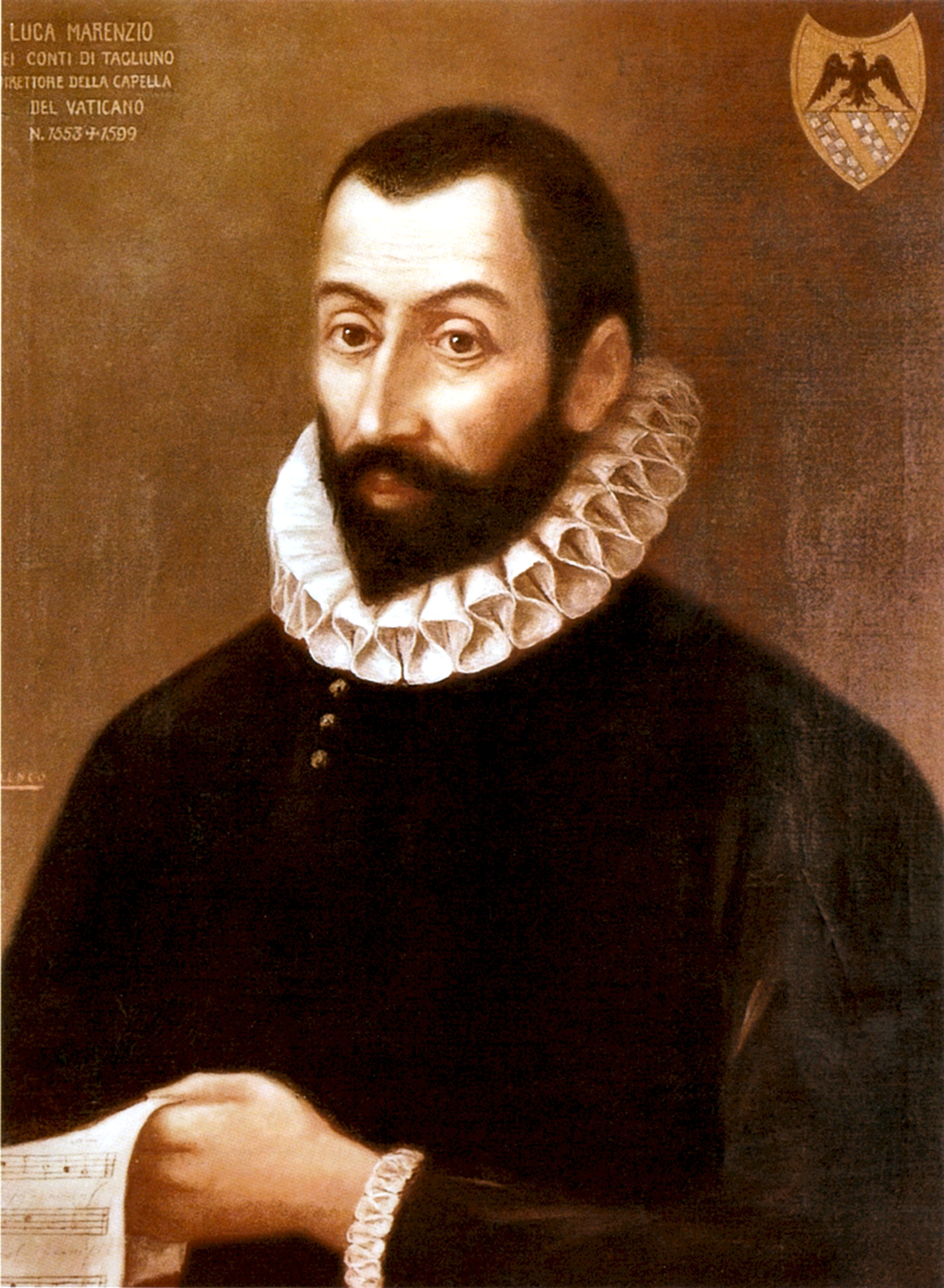
Luca Marenzio.

- 22 août : Luca Marenzio, compositeur italien (° 18 octobre 1553).
- 16 octobre : Jacob Regnart, compositeur franco-flamand (° 1540 ou 1545).
- 8 novembre : Francisco Guerrero, compositeur espagnol (° 4 octobre 1528).

Date indéterminée :
- Franciscus Sales, compositeur franco-flamand († vers 1550).